# Liste der Einträge im National Register of Historic Places im Dickson County
Diese Liste der Einträge im National Register of Historic Places im Dickson County enthält alle im Dickson County in das National Register of Historic Places eingetragenen Gebäude, Bauwerke, Objekte, Stätten oder historischen Distrikte.
Diese Liste entspricht dem Bearbeitungsstand des National Park Service/National Register of Historic Places vom 4. Oktober 2024.

## Legende
| NRHP | Historic Place             |
| HD   | National Historic District |

## Aktuelle Einträge
| [ 2 ] | Name                                          | Bild                                          | Eintragsdatum                  | Lage                                                                                       | Ort                | Beschreibung |
| ----- | --------------------------------------------- | --------------------------------------------- | ------------------------------ | ------------------------------------------------------------------------------------------ | ------------------ | ------------ |
| 1     | Montgomery Bell CCC Camp                      |                                               | 18. Juli 2022 ID-Nr. 100007906 | 1020 Jackson Hill Rd. 36° 6′ 9,7″ N, 87° 16′ 58,8″ W                                       | Burns              |              |
| 2     | Bellview Furnace (40DS23)                     |                                               | 9. Apr. 1988 ID-Nr. 88000245   | Adresse nicht veröffentlicht                                                               | Charlotte          |              |
| 3     | Charlotte Courthouse Square Historic District | Charlotte Courthouse Square Historic District | 25. Nov. 1977 ID-Nr. 77001266  | Public Square 36° 10′ 41,9″ N, 87° 20′ 22,9″ W                                             | Charlotte          |              |
| 4     | Cumberland Furnace Historic District          |                                               | 28. Sep. 1988 ID-Nr. 88001109  | Adresse nicht veröffentlicht                                                               | Cumberland Furnace |              |
| 5     | Dickson County War Memorial Building          | Dickson County War Memorial Building          | 18. März 1999 ID-Nr. 99000365  | 225 Center Avenue 36° 4′ 27,1″ N, 87° 23′ 26,2″ W                                          | Dickson            |              |
| 6     | Dickson Post Office                           | Dickson Post Office                           | 22. Aug. 1996 ID-Nr. 96000934  | 201 W. College St. 36° 4′ 40,1″ N, 87° 23′ 17,9″ W                                         | Dickson            |              |
| 7     | Drouillard House                              |                                               | 27. Dez. 1977 ID-Nr. 77001267  | in der Nähe der Tennessee State Route 48 36° 15′ 49″ N, 87° 21′ 37,1″ W                    | Cumberland Furnace |              |
| 8     | Farmers and Merchants Bank Building           |                                               | 8. Nov. 1993 ID-Nr. 93001161   | 201 Main St. 36° 6′ 18″ N, 87° 13′ 13,1″ W                                                 | White Bluff        |              |
| 9     | First National Bank of Dickson                | First National Bank of Dickson                | 13. März 1986 ID-Nr. 86000398  | 106 N. Main St. 36° 4′ 35″ N, 87° 23′ 19″ W                                                | Dickson            |              |
| 10    | Halbrook Hotel                                | Halbrook Hotel                                | 14. Juni 1990 ID-Nr. 90000915  | 100 Clement Pl. 36° 4′ 30″ N, 87° 23′ 21,8″ W                                              | Dickson            |              |
| 11    | Jones Creek Forge                             |                                               | 19. Juli 1988 ID-Nr. 88001103  | Adresse nicht veröffentlicht                                                               | Harpeth Valley     |              |
| 12    | Laurel Furnace                                |                                               | 9. Apr. 1988 ID-Nr. 88000244   | Adresse nicht veröffentlicht                                                               | Burns              |              |
| 13    | Leech-Larkins Farm                            |                                               | 22. Aug. 1995 ID-Nr. 95001015  | 4199 Tennessee State Route 47 36° 9′ 50″ N, 87° 19′ 27,1″ W                                | Charlotte          |              |
| 14    | Lonesome                                      |                                               | 9. Apr. 2021 ID-Nr. 100006381  | 2004 Tennessee State Route 96 36° 3′ 2,9″ N, 87° 19′ 12,4″ W                               | Charlotte          |              |
| 15    | Miller Family Farm                            |                                               | 28. Apr. 2005 ID-Nr. 05000360  | 160 Old Tennessee State Route 48 36° 12′ 4″ N, 87° 21′ 43,6″ W                             | Charlotte          |              |
| 16    | Richard C. Napier House                       |                                               | 26. Juli 1988 ID-Nr. 88001110  | Old Tennessee State Route 48 36° 13′ 14,9″ N, 87° 21′ 55,1″ W                              | Charlotte          |              |
| 17    | Neblett Place Farm                            |                                               | 30. März 1995 ID-Nr. 95000267  | 1160 St. Paul Rd. 36° 11′ 49,9″ N, 87° 18′ 56,2″ W                                         | Charlotte          |              |
| 18    | Promise Land School                           | Promise Land School                           | 15. März 2007 ID-Nr. 07000159  | Promise Land Rd., nördlich der Reddon Crossing/Will G Rd. 36° 12′ 34,9″ N, 87° 19′ 54,1″ W | Promise            |              |
| 19    | Ruskin Colony Grounds                         | weitere Bilder                                | 29. Okt. 1974 ID-Nr. 74001911  | nordwestlich von Dickson an der Yellow Creek Road 36° 9′ 38,2″ N, 87° 31′ 9,1″ W           | Dickson            |              |
| 20    | St. James Episcopal Church                    | St. James Episcopal Church                    | 22. Aug. 1977 ID-Nr. 77001268  | Tennessee State Route 48 36° 15′ 46,1″ N, 87° 21′ 28,1″ W                                  | Cumberland Furnace |              |
| 21    | Upper Forge (40DS32)                          |                                               | 28. Sep. 1988 ID-Nr. 88001097  | Adresse nicht veröffentlicht                                                               | Cumberland Furnace |              |
| 22    | Valley Forge (40DS28)                         |                                               | 20. Juli 1988 ID-Nr. 88001102  | Adresse nicht veröffentlicht                                                               | Charlotte          |              |
| 23    | White Bluff Forge (40DS27)                    |                                               | 28. Sep. 1988 ID-Nr. 88001104  | Adresse nicht veröffentlicht                                                               | White Bluff        |              |

## Ehemalige Einträge
| [ 2 ] | Name                  | Bild | Eintragsdatum                | Lage                                      | Ort    | Beschreibung |
| ----- | --------------------- | ---- | ---------------------------- | ----------------------------------------- | ------ | ------------ |
| 1     | Peter Paul Shule Barn |      | 13. Mai 1982 ID-Nr. 82003967 | Denny Road 36° 11′ 25,1″ N, 87° 26′ 56″ W | Sylvia |              |